# Tambun (Tambun Selatan)
Tambun is een bestuurslaag in het regentschap Bekasi van de provincie West-Java, Indonesië. Tambun telt 24.728 inwoners (volkstelling 2010).